# ستيف اسموسين
ستيف اسموسين (بالإنجليزية: Steve Asmussen)‏ هو مدرب خيول وفارس أمريكي، ولد في 18 نوفمبر 1965 في غيتيسبورغ في الولايات المتحدة.